# Fritz Funke (Industrieller)

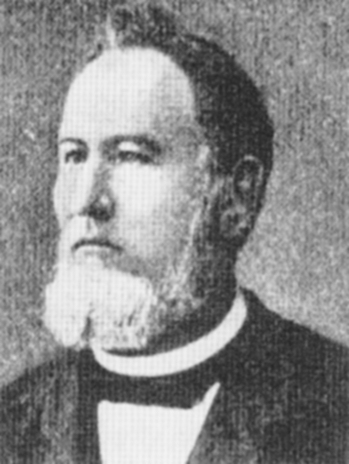
Fritz Funke

Friedrich Funke, meist genannt Fritz Funke, (* 4. April 1821 in Essen; † 23. April 1884 ebenda) war ein deutscher Bauunternehmer, Industrieller und Stadtverordneter in Essen.

## Leben und Wirken

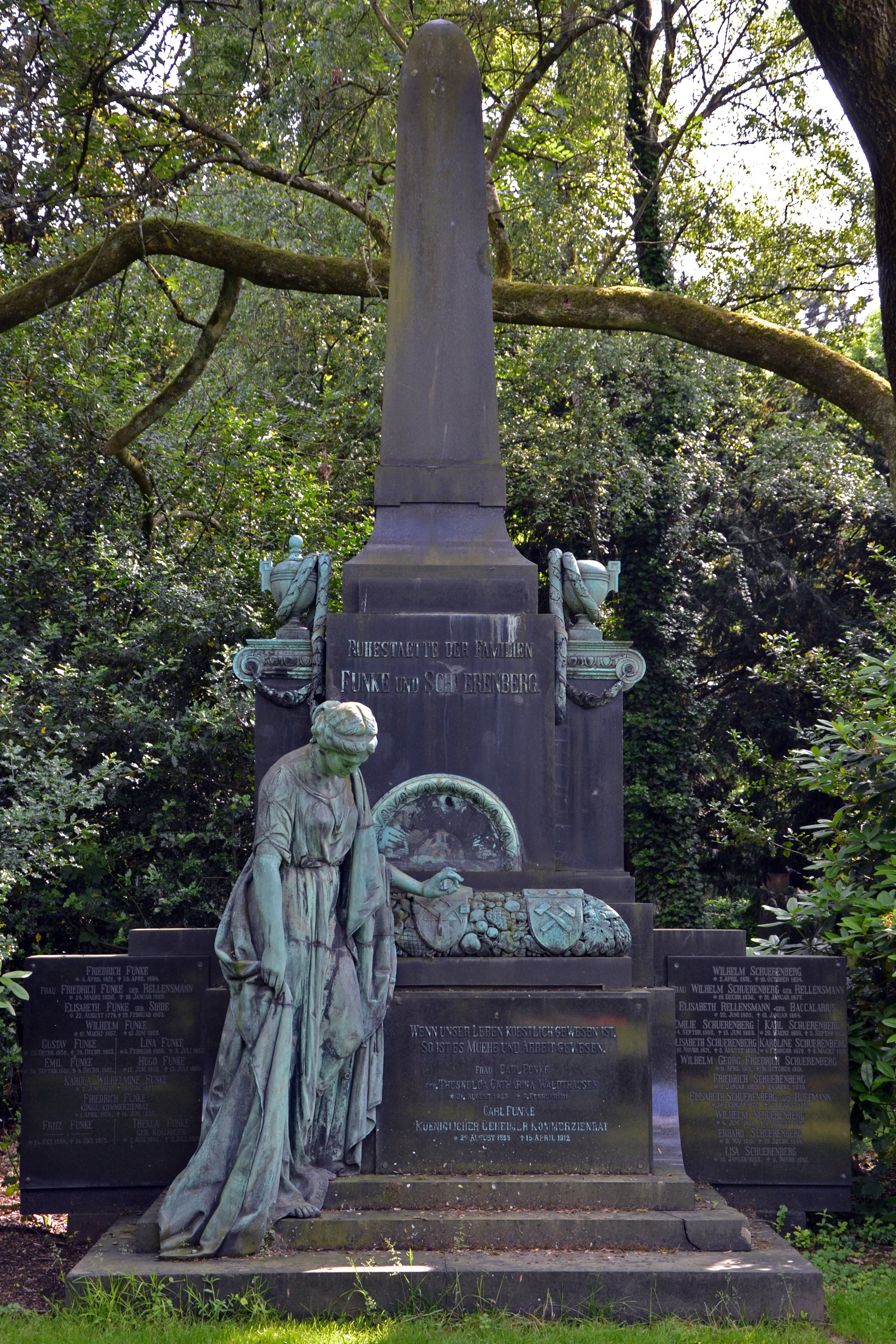
Gemeinsame Ruhestätte der Familien Funke und Schürenberg auf dem Ostfriedhof Essen

Funke war der Sohn eines Maurermeisters. Nachdem seine erste Frau 1852 gestorben war, heiratete er ein weiteres Mal. Mit der zweiten Ehefrau, einer geborenen Rellensmann (1830–1893) aus Dortmund, hatte Funke die vier Söhne Friedrich, Carl, Wilhelm und Otto.
Funke lernte das Maurerhandwerk beim Essener Bauunternehmer Franz Schmidt. In jungen Jahren wurde Funke Teilhaber dieses Baugeschäfts, das seitdem bis 1853 unter Schmidt & Funke firmierte. Nach Auflösung der Beteiligung gründete Funke 1859 zusammen mit Johann Wilhelm Schürenberg das Unternehmen Funke & Schürenberg, das durch einen rasanten Aufschwung rund sechs Jahre nach Gründung etwa 2000 Beschäftigte hatte und zu den größten Bauunternehmen des aufstrebenden Ruhrgebiets zählte.
Die Firma Funke & Schürenberg errichtete einige Industrieanlagen und Zechenbauten und war unter anderem am Bau der Villa Hügel mit Alfred Krupp als Bauherr, der Pauluskirche und der Actien-Bierbrauerei in Essen an der Ruhr, der späteren Stern Brauerei, beteiligt. Funke kannte neben der Familie Krupp auch den Industriellen Friedrich Grillo, mit dem er 1864 die Gewerkschaft Grillo, Funke & Co. gründete. Im aufstrebenden Ruhrbergbau nutzte Funke die Möglichkeiten zur Beteiligung an mehreren Zechengründungen, darunter 1871 die Zeche Unser Fritz, die Zeche Richradt, die Zeche Pörtingsiepen und weitere. 1872 folgte, zusammen mit Heinrich Grimberg, Carl Ernst Korte, Johann Wilhelm Schürenberg sowie Carl und Friedrich Wilhelm Waldthausen die Gründung der Gewerkschaft Lothringen in Gerthe bei Bochum. Funke war 1880 Grubenvorstand der Gewerkschaft der Zeche Heisinger Tiefbau, die in der Zeche Carl Funke aufging, benannt nach seinem Sohn Carl Funke, der das industrielle Erbe seines Vaters erfolgreich fortführte. Fritz Funke war Mitgründer des Schalker Gruben- und Hüttenvereins sowie Mitglied mehrerer Vorstände und Aufsichtsräte. Zudem gehört er zu den maßgeblichen Gründungsmitgliedern der Actien-Bierbrauerei in Essen an der Ruhr, der späteren Stern Brauerei in Essen, die sein Sohn Carl und sein Enkel Fritz weiterführten.
Funke war auch politisch als Stadtverordneter der Stadt Essen seit 1856 bis zu seinem Tode tätig. In der evangelischen Kirche war Funke Mitglied des Presbyteriums.
Fritz Funke wurde am 27. April 1884 in der Familiengruft der Familien Funke und Schürenberg auf dem Friedhof am Kettwiger Tor beigesetzt. Oberbürgermeister Gustav Hache schrieb einen Nachruf. Vom Burgplatz zum Kettwiger Tor wohnten über 4000 Menschen dem Trauerzug bei. Nach Schließung des Friedhofs 1955 wurde die gemeinsame Gruft auf den Ostfriedhof Essen verlegt.